# Atherina hepsetus
Espèce
Atherina hepsetus, communément nommé en français Sauclet ou Athérine, est une espèce de poissons de la famille des Atherinidae. Son nom binominal vient du grec αθερί να εψητός atherí na ’epsêtós soit « frais à friture ».

## Description

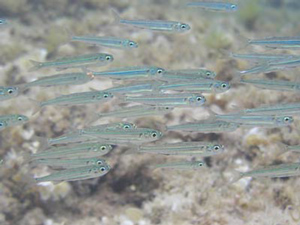
Grégaires, les sauclets se déplacent en bancs.

Le sauclet est un poisson de petite taille dont la dimension maximale atteint rarement 20 cm ; la moyenne est de l'ordre de 15 cm. Il est élancé, l'œil est grand, la bouche est protractile, les écailles sont petites. Le dos est vert à bleu-vert et les flancs sont gris argentés traversés par une bande d'une teinte argentée plus soutenue.

## Distribution et habitat
Atherina hepsetus se rencontre dans la mer Méditerranée et les mers adjacentes (Adriatique, Égée, Marmara, mer Noire) ainsi que le long des côtes atlantiques du Maroc, du Portugal et de l'Espagne, Canaries incluses. Il vit dans les eaux côtières peu profondes et comme il supporte bien les variations de salinité, il fréquente aussi les lagunes et estuaires.

## Biologie
Le sauclet est un carnivore grégaire, qui se déplace la journée en bancs pouvant atteindre de grandes dimensions, qui s'égaillent à la tombée du jour pour venir se nourrir près du rivage. Il se nourrit de zooplancton (copépodes, larves diverses, alevins et vers).